# Joe Wollacott
Joseph Luke Wollacott (Bristol, 8 settembre 1996) è un calciatore ghanese con cittadinanza britannica, portiere del Crawley Town e della nazionale ghanese.

## Carriera

### Club
Tra il 2009 ed il 2021 ha fatto parte della rosa del Bristol City, prima nelle giovanili e poi, a partire dalla stagione 2013-2014, anche della prima squadra; è rimasto nel club fino al gennaio del 2021, senza di fatto mai giocarvi nessuna partita di campionato ed anzi trascorrendo numerosi periodi in prestito in vari altri club (otto diversi club tra il 2014 ed il 2021). In particolare, se si esclude un prestito al Bergsøy nella quarta divisione norvegese, tra il 2014 ed il 2019 ha giocato con sei diversi club tra la sesta e l'ottava divisione inglese, trascorrendo sempre periodi relativamente brevi intervallati con altri periodi in cui era in rosa al Bristol City (comprendendo tutti i periodi in prestito tra il 2014 ed il 2021, gioca infatti in totale 54 partite di campionato in sette anni). Nella seconda parte della stagione 2019-2020 gioca in prestito ai Forest Green, con cui disputa 10 partite (subendo 7 reti) nella quarta divisione inglese (le sue prime in assoluto nella Football League), alle quali aggiunge anche 5 presenze nelle coppe nazionali; nel gennaio del 2021 si trasferisce invece a titolo definitivo allo Swindon Town, con cui nella seconda parte della stagione 2020-2021 gioca 2 partite e subisce 3 reti in terza divisione. Rimane ai Robins anche nella stagione 2021-2022, disputata in quarta divisione a seguito della retrocessione subita nella stagione precedente.
Il 23 giugno 2022 è stato reso noto il suo passaggio al Charlton, a cui si è legato con un contratto triennale.

### Nazionale
Il 9 ottobre 2021 ha esordito con la nazionale ghanese in occasione dell'incontro valido per le qualificazioni al Campionato mondiale di calcio 2022 contro lo Zimbabwe; successivamente, ha partecipato alla Coppa delle nazioni africane 2021.

## Statistiche

### Cronologia presenze e reti in nazionale
| Cronologia completa delle presenze e delle reti in nazionale ― Ghana | Cronologia completa delle presenze e delle reti in nazionale ― Ghana | Cronologia completa delle presenze e delle reti in nazionale ― Ghana | Cronologia completa delle presenze e delle reti in nazionale ― Ghana | Cronologia completa delle presenze e delle reti in nazionale ― Ghana | Cronologia completa delle presenze e delle reti in nazionale ― Ghana | Cronologia completa delle presenze e delle reti in nazionale ― Ghana | Cronologia completa delle presenze e delle reti in nazionale ― Ghana |
| Data                                                                 | Città                                                                | In casa                                                              | Risultato                                                            | Ospiti                                                               | Competizione                                                         | Reti                                                                 | Note                                                                 |
| -------------------------------------------------------------------- | -------------------------------------------------------------------- | -------------------------------------------------------------------- | -------------------------------------------------------------------- | -------------------------------------------------------------------- | -------------------------------------------------------------------- | -------------------------------------------------------------------- | -------------------------------------------------------------------- |
| 9-10-2021                                                            | Cape Coast                                                           | Ghana                                                                | 3 – 1                                                                | Zimbabwe                                                             | Qual. Mondiali 2022                                                  | -1                                                                   |                                                                      |
| 12-10-2021                                                           | Harare                                                               | Zimbabwe                                                             | 0 – 1                                                                | Ghana                                                                | Qual. Mondiali 2022                                                  | -                                                                    |                                                                      |
| 11-11-2021                                                           | Soweto                                                               | Etiopia                                                              | 1 – 1                                                                | Ghana                                                                | Qual. Mondiali 2022                                                  | -1                                                                   |                                                                      |
| 14-11-2021                                                           | Kumasi                                                               | Ghana                                                                | 1 – 0                                                                | Sudafrica                                                            | Qual. Mondiali 2022                                                  | -                                                                    |                                                                      |
| 10-1-2022                                                            | Yaoundé                                                              | Marocco                                                              | 1 – 0                                                                | Ghana                                                                | Coppa d'Africa 2021 - 1º turno                                       | -1                                                                   |                                                                      |
| 14-1-2022                                                            | Yaoundé                                                              | Gabon                                                                | 1 – 1                                                                | Ghana                                                                | Coppa d'Africa 2021 - 1º turno                                       | -1                                                                   | 81’                                                                  |
| 18-1-2022                                                            | Garoua                                                               | Ghana                                                                | 2 – 3                                                                | Comore                                                               | Coppa d'Africa 2021 - 1º turno                                       | -3                                                                   |                                                                      |
| 25-3-2022                                                            | Kumasi                                                               | Ghana                                                                | 0 – 0                                                                | Nigeria                                                              | Qual. Mondiali 2022                                                  | -                                                                    |                                                                      |
| 29-3-2022                                                            | Abuja                                                                | Nigeria                                                              | 1 – 1                                                                | Ghana                                                                | Qual. Mondiali 2022                                                  | -1                                                                   | 90+3’                                                                |
| 1-6-2022                                                             | Cape Coast                                                           | Ghana                                                                | 3 – 0                                                                | Madagascar                                                           | Qual. Coppa d'Africa 2023                                            | -                                                                    |                                                                      |
| 23-9-2022                                                            | Le Havre                                                             | Brasile                                                              | 3 – 0                                                                | Ghana                                                                | Amichevole                                                           | -3                                                                   |                                                                      |
| 26-3-2024                                                            | Marrakech                                                            | Uganda                                                               | 2 – 2                                                                | Ghana                                                                | Amichevole                                                           | -2                                                                   |                                                                      |
| Totale                                                               |                                                                      | Presenze                                                             | 12                                                                   |                                                                      | Reti                                                                 | -13                                                                  |                                                                      |